# أنجيلا بوشكين
أنجيلا بوشكين (بالإنجليزية: Angela Boškin)‏ (من مواليد 1885 - تُوفيت عام 1977) وهي أول ممرضة وأخصائية اجتماعية سلوفينية تم تدريبها بشكل احترافي في يوغوسلافيا. بعد تدريبها في النمسا، عملت كممرضة عسكرية خلال الحرب العالمية الأولى. ثم تم نقلها إلى المملكة الصربية الجديدة، حيث أصبحت أول ممرضة صحة عامة هناك. تمكنت بوشكين من خلال تصميم برامج لتدريس المقررات الأساسية في مجال رعاية الأمومة والطفولة من تخفيض معدلات وفيات الرضع. أسست وعملت كرئيسة لاتحاد التمريض الأول لسلوفينيا.

## حياتها
ولدت بوشكين في 21 مايو، 1885 في بيوما ، في مقاطعة برينسيلي في غوريزيا وغراديسا من الإمبراطورية النمساوية المجرية. كان والدها حداداً. بعد أن تجاوزت الابتدائية، تم إرسالها إلى فيينا لتبقى في منزل لأخها الأكبر ومساعدته في متجره. وبعد سبع سنوات، قررت أن يكون لها عمل خاص بها. التحقت بوشكين بمدرسة التمريض في عام 1912 و قامت بتدريبها العملي في عيادة ارنست فيرتهايم وتخرجت في عام 1914.

## عملها
بعد إكمال تدريبها، أصبحت بوشكين مساعدة للدكتورة فاغنر، طبيبة أمراض النساء في عيادة فيرتهايم. وعملت مع رعاية الأم والطفل حتى اندلعت الحرب. تم تعيينها في البداية لعيادة عسكرية ثم تم إرسالها مع فريق طبي من اللجنة الدولية للصليب الأحمر السويدي. وفي عام 1917، أصبحت الممرضة الرئيسة في العيادة العسكرية. واستكملت دراستها، وأكملت دورة العمل الاجتماعي والصحي في فيينا، ثم ذهبت للعمل في تريست. ومع ذلك، أثناء حل الإمبراطورية النمساوية المجرية ، تم نقل السلوفينيين والكرواتيين الذين كانوا يقيمون في النمسا إلى المملكة الجديدة من الصرب والكروات والسلوفينيين لأن مساكنهم وتصاريح عملهم لم تعد صالحة. في البداية لم تتمكن من العثور على عمل، ولكن في عام 1919 ، وافقت على الذهاب إلى جيسينتسي. كانت المنطقة سيئة للغاية وكانت في البداية تعمل كممرضة للرعاية المنزلية، وتقدم المشورة للأمهات حول رعاية الأطفال. بعد أن أدركت بوشكين مدى جهل تلك المنازل بالنظافة العامة، بدأت في إعداد محاضرات حول الصرف الصحي الأساسي، ورعاية الأطفال ومنع العدوى والتغذية.
بدأت بوشكين في التمريض في مركز العمال كأول ممرضة للرعاية الاجتماعية. وفي عام 1921 أسست أول مركز استشاري للأمهات والأطفال. ركزت عملها على العناية بصحة الأم والرضيع. اكتسب عملها اهتمام طبيبة الأطفال الرائدة ماتيجا أمبروزيتش، التي دعت بوشكين للانتقال إلى ليوبليانا في عام 1922 للمساعدة في دار للأيتام. وفي العام التالي، بدأت العمل في معهد النظافة الاجتماعية لحماية الفتيات، حيث ألقت محاضرات حول خدمات التمريض المنزلي، والذي كان أول برنامج تدريبي لممرضات الرعاية في إس إتش إس. وفي عام 1927 ، أسس بوشكين أول منظمة مهنية للممرضات، حيث تم تسميتها منظمة طلاب الدراسات العليا في مدرسة أخوات التمريض في ليوبليانا. وقد أعيدت تسمية المنظمة إلى ما يلي «منظمة الممرضات القانونيات في ليوبليانا». وانتُخبت بوشكين رئيسة لها. عندما أعيد تنظيم الدولة في يوغوسلافيا في عام 1929 ، أصبحت المنظمة معروفة باسم رابطة الممرضات اليوغوسلاقيات.
وسرعان ما نُقلت بوشكين إلى بلدة تربوفلجه. تلك البلدة كانت تواجه وفيات عالية من الأطفال الرضع، حيث مات ثلث الأطفال المولودين في غضون أربعة أيام. وكانت المنطقة تعاني من الفقر المدقع والأمية والكثير من الأطفال المهجورين والبغاء. فأنشأت بوشكين مركزًا استشاريًا لتدريس الرعاية الأساسية والصرف الصحي ، وبدأت في خفض معدل الوفيات. وفي عام 1939 ، عادت إلى ليوبليانا وبدأت بتقديم معارض متنقلة حول النظافة لمعهد الصحة. وفي الوقت نفسه، اتخذت منصبًا في شكوفجا لوكا لتعمل في المركز الصحي للأمهات والأطفال وخدمات مكافحة السل. تقاعدت في عام 1944. وعادت إلى بلدتها للعيش مع شقيقتها.
في عام 1969 ، تلقى بوشكين وسام الاستحقاق الفضي. وفي وقت لاحق، حصلت على الميدالية الذهبية لرابطة الممرضات في سلوفينيا. توفت بوشكين في 28 يوليو 1977.
تم تكريمها في مدينة جيسينيس من قبل المستشفى العام جيسنيسه وكلية التمريض. تم عمل فيلم وثائقي عن بوشكين وبث في عام 2008.

### اقتباسات
1. ↑  "معلومات عن أنجيلا بوشكين على موقع slovenska-biografija.si". slovenska-biografija.si. مؤرشف من الأصل في 2016-03-15.
2. ↑  "معلومات عن أنجيلا بوشكين على موقع plus.cobiss.si". plus.cobiss.si. مؤرشف من الأصل في 2019-12-09.
3. ↑  Slovenian Nursing Review 1969، صفحة 123.
4. ↑  Bandur 2016.
5. ↑  Vidmar 2014.
6. ↑  Municipal Library Jesenice 2014.
7. 1 2  Perovšek 2011، صفحة 45.
8. ↑  Seničar & Škrabl 2006.
9. ↑  Perovšek 2011، صفحة 46.

### قائمة المراجع
- Bandur, Simona (3 Mar 2016). "Angela Boškin je bila slovenska Florence Nightingale" [Angela Boškin the Slovenian Florence Nightingale] (بالسلوفينية). Ljubljana, Slovenia: Delo. Archived from the original on 2016-03-04. Retrieved 2016-09-16. {{استشهاد بخبر}}: استعمال الخط المائل أو الغليظ غير مسموح: |ناشر= (help)
- Perovšek, Mareja Tominšek, ed. (Oct 2011). "Angela Boškin (1885-1977)". Slovene Women in the Modern Period (بالإنجليزية). Ljubljana, Slovenia: National Museum of Contemporary History: 45–46. Archived from the original on 2019-12-09. Retrieved 2016-09-16.
- Seničar, Zdenka; Škrabl, Romana (2006). "Zgodovina društva" [History of the Society]. dmszt-nm (بالسلوفينية). Novo Mesto, Slovenia: Društvo medicinskih sester, babic in zdravstvenih tehnikov Novo mesto (The Association of nurses, midwives and medical technicians of Novo Mesto). Archived from the original on 2008-02-08. Retrieved 2016-09-16.
- Vidmar, Saša (28 May 2014). "Boškin, Angela". Primorci.si (بالسلوفينية). France Bevk Public Library, Nova Gorica, Slovenia: Biographical Lexicon. Archived from the original on 2016-09-16. Retrieved 2016-09-16.
- "Boškin, Angela". gorenjci.si (بالسلوفينية). Jesenice, Slovenia: Občinska knjižnica Jesenice (Municipal Library Jesenice). 15 May 2014. Archived from the original on 2016-09-16. Retrieved 2016-09-16.
- "Naša prva medicinska sestra Angela Boškinova" [Our first medical sister Angela Boškinova]. Obzornik zdravstvene nege (Slovenian Nursing Review) (بالسلوفينية). Ljubljana, Slovenia: Nurses and Midwives Association of Slovenia. 3 (3): 123–130. 1969. ISSN:1318-2951. Archived from the original on 2019-12-09. Retrieved 2016-09-16.[وصلة مكسورة]

## وصلات خارجية
- documentary